# توماس هنري ماكفيرسن
توماس هنري ماكفيرسن هو سياسي كندي، ولد في 1 يونيو 1842، وتوفي في 17 يونيو 1903. حزبياً، نشط في الحزب الليبرالي الكندي. وقد انتخب عضو مجلس العموم الكندي.